# Forbundskansler (Tyskland)
 For alternative betydninger, se Forbundskansler. (Se også artikler, som begynder med Forbundskansler)
Forbundskansleren, eller på tysk "Der Bundeskanzler", er navnet på den tyske regeringschef. Den tyske regeringsleder vælges ligesom den danske[kilde mangler] af et flertal i parlamentet (Forbundsdagen). Han eller hun, udpeger ministre og fastlægger regeringens politiske linje. Selv om Forbundspræsidenten formelt er statsoverhoved, så er forbundskansleren den i realiteten mest magtfulde politiker i Tyskland. 
Den nuværende forbundskansler er Friedrich Merz (CDU), der tiltrådte den 6. maj 2025.

## Tyske forbundskanslere efter 1949
- Forbundspræsident (Tyskland)
- Tyske kanslere med oversigt over kanslere siden 1871.

| Tyske forbundskanslere |                                  |                           |                           |       |
| Nr.                    | Navn og levetid                  | Embedsperiodes begyndelse | Embedsperiodes afslutning | Parti |
| 1                      | Konrad Adenauer (1876–1967)      | 15. september 1949        | 16. oktober 1963          | CDU   |
| 2                      | Ludwig Erhard (1897–1977)        | 16. oktober 1963          | 1. december 1966          | CDU   |
| 3                      | Kurt Georg Kiesinger (1904–1988) | 1. december 1966          | 21. oktober 1969          | CDU   |
| 4                      | Willy Brandt (1913–1992)         | 21. oktober 1969          | 7. maj 1974 ²             | SPD   |
| 5                      | Helmut Schmidt (1918-2015)       | 16. maj 1974              | 1. oktober 1982           | SPD   |
| 6                      | Helmut Kohl (1930–2017)          | 1. oktober 1982           | 27. oktober 1998          | CDU   |
| 7                      | Gerhard Schröder (*1944)         | 27. oktober 1998          | 22. november 2005         | SPD   |
| 8                      | Angela Merkel (*1954)            | 22. november 2005         | 8. december 2021          | CDU   |
| 9                      | Olaf Scholz (*1958)              | 8. december 2021          | 6. maj 2025               | SPD   |
| 10                     | Friedrich Merz (*1955)           | 6. maj 2025               | Nuværende                 | CDU   |

| Tyskland | Spire Denne artikel om tysk politik er en spire som bør udbygges. Du er velkommen til at hjælpe Wikipedia ved at udvide den. | Politiker |